# رودخانه کما
رودخانه کما (به انگلیسی: Kema River) رودخانه‌ای به‌طول ۱۵۰ کیلومتر (۹۳ مایل) است که در روسیه جریان دارد.